# 127 Johanna
127 Johanna è un grande asteroide della fascia principale del sistema solare. È caratterizzato da una superficie molto scura, e probabilmente presenta una composizione primitiva di carbonati.

## Storia
Johanna fu scoperto il 5 novembre 1872 da Prosper-Mathieu Henry, in collaborazione con il fratello Paul-Pierre Henry, dall'Osservatorio di Parigi. La loro intesa fu tale che rispettarono una stretta imparzialità nell'annunciare alternativamente la paternità della scoperta di ogni asteroide da loro individuato.
Probabilmente fu battezzato così in onore della santa francese Giovanna d'Arco.